# Gmina Washington (hrabstwo Buena Vista)

Położenie Gminy Washington w hrabstwie Buena Vista

Gmina Washington (ang. Washington Township) – gmina w USA, w stanie Iowa, w hrabstwie Buena Vista. Według danych z 2000 roku gmina miała 663 mieszkańców.